# أدريا لوك لانغلي
أدريا لوك لانغلي (بالإنجليزية: Adria Locke Langley)‏ (1899 - 1983)؛ كاتِبة وروائية أمريكية.

## روابط خارجية
- أدريا لوك لانغلي على موقع IMDb (الإنجليزية)
- أدريا لوك لانغلي على موقع قاعدة بيانات الفيلم (الإنجليزية)